# Hilgartsberg
Hilgartsberg ist ein Gemeindeteil des Marktes Hofkirchen (Donau) im Landkreis Passau in Niederbayern. 

## Geschichte
Hilgartsberg war Hauptort einer Herrschaft, die nach dem Tod Graf von Rapoto II. von Ortenburg  1259 in den Besitz von Herzog Heinrich von Niederbayern kam. Nach wechselnden Besitzern wurde die Herrschaft mit den Hofmarken Schöllnstein, Rannetsreit, Garham, Leithen und Oberngschaid an Hanns Ernest Graf Fugger, Herrn zu Kirchberg und Weißenhorn zu Lehen gegeben. 1821 verkaufte Joseph Eligius Graf Fugger zu Glött die Herrschaft an den bayerischen Staat. Das 1814 gebildete k.b. gräflich Fuggerische Patrimonialgericht Hilgartsberg hatte somit nur kurzen Bestand und die letzten Reste der Adelsherrschaft über die 1818 durch das bayerische Gemeindeedikt gebildete Gemeinde Hilgartsberg waren erloschen. Am 1. Oktober 1970 erfolgte der Zusammenschluss der Gemeinde Hilgartsberg mit der Gemeinde Hofkirchen (Donau).